# Eiernockerl
Eiernockerl (letteralmente in italiano "gnocchi di uova") è un piatto austriaco semplice e popolare della cucina viennese.

## Origine
Gli gnocchi sono popolari in tutte le regioni dell'Austria. Si trovano anche in alcuni dolci come il Salzburger Nockerl, che, secondo la leggenda, era una specialità di Salome Alt, amante del principe-arcivescovo di Salisburgo, ed il motivo per cui ne era innamorato.

## Ingredienti e varianti
Gli ingredienti tipici dell'Eiernockerl sono farina, uova, latte, burro, poi sale, pepe, noce moscata macinata, e come decorazione erba cipollina. L'Eiernockerl viene solitamente servito con un contorno di insalata verde.
Alcune delle principali varianti degli gnocchi austriaci sono: i Krautspatzen, con crauti arrostiti nel burro; gli Apfelspatzen, con le mele; e gli Erdäpfelspatzen, con patate sbucciate.

## Presunto legame con Hitler
Nel 1997, Wolfgang Fröhlich, negazionista dell'Olocausto ed ex membro del consiglio distrettuale del Partito della Libertà, affermò che il cibo preferito di Adolf Hitler erano gli Eiernockerl. Alcuni ristoranti in Austria hanno iniziato a pubblicizzare il piatto come "specialità del giorno" per il 20 aprile, data di nascita di Hitler. Di conseguenza, molti neofascisti hanno festeggiato il compleanno di Hitler mangiando Eiernockerl, promuovendo l'evento all'apparenza strettamente culinario sui social media.
L'accusa sul piatto non è mai stata storicamente confermata, anche se Hitler amava i Leberknödel (gnocchi di fegato), e l'Eiernockerl è normalmente servito nei ristoranti austriaci tutti i giorni dell'anno.